# Luis Bográn

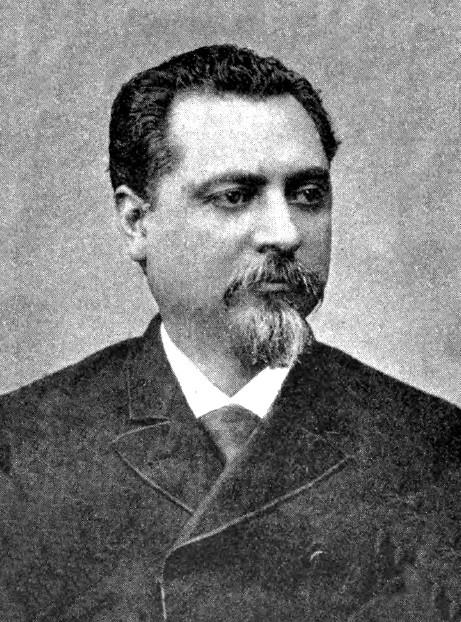
Luis Bográn Barahona

Luis Bográn Barahona foi presidente de Honduras, que serviu dois mandatos presidenciais consecutivos, de 30 de novembro de 1883 a 30 de novembro de 1891. Era membro de uma família de políticos proeminentes e ricos. Luis Bográn era meio-irmão e primo do futuro presidente Francisco Bográn (5 de outubro de 1919 - 1 de fevereiro de 1920) e primo do futuro presidente Miguel Paz Barahona (1 de fevereiro de 1925 - 1 de fevereiro de 1929).
Seu governo é conhecido em Honduras pela grande expansão do sistema educacional ao longo das principais cidades e vilas do país.  Outro de seus esforços foi a construção da estrada entre Tegucigalpa e San Lorenzo; Tegucigalpa e Yuscarán e empreendeu estudos para uma futura estrada para Comayagua, Santa Bárbara e Copán, a fim de ligá-las à estação ferroviária da Ferrovia Nacional Honduras já operava entre as cidades de Pimienta e Puerto Cortés.
O presidente Luis Bográn faleceu na Cidade da Guatemala em 9 de julho de 1895. Seu filho Dr. Antonio Bográn Mojeron, herdou a carreira política e tornou-se presidente do Congresso Nacional de Honduras em 1932.
| Cargos políticos                 | Cargos políticos                 | Cargos políticos            |
| -------------------------------- | -------------------------------- | --------------------------- |
| Precedido por Marco Aurelio Soto | Presidente de Honduras 1883–1891 | Sucedido por Ponciano Leiva |